# Contracaecum mirounga
Contracaecum mirounga is een rondwormensoort uit de familie van de Anisakidae. De wetenschappelijke naam van de soort is voor het eerst geldig gepubliceerd in 1974 door Nikolskij.